# Pskowka

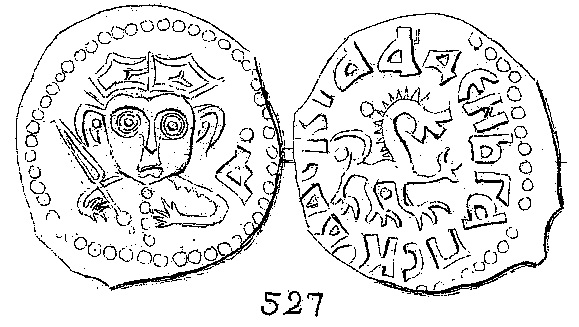
Obrys pskowskiej diengi z monografii Iwana Iwanowicza Tołstoja (1886)

Pskowka – srebrna moneta rosyjska bita w Pskowie od 1424/1425 do 1510. Bito diengi i czetwiertce  równe 1/4 diengi (czyli połowie diengi moskiewskiej)